# Simon Digby (4e baron Digby)
Simon Digby, 4e baron Digby (18 juillet 1657 - 19 janvier 1686), est un pair irlandais et un membre du Parlement anglais.

## Biographie
Il est un fils cadet de Kildare Digby (2e baron Digby) et de Mary Gardiner. Il reçoit une éducation privée, par un membre du clergé, William Rawlins, dans la propriété familiale de Coleshill, dans le Warwickshire avant d’être inscrit au baccalauréat le 1er juillet 1674 au Magdalen College d’Oxford. Il est admis à Lincoln's Inn en 1676 et succède à son frère aîné, Robert, comme baron Digby en décembre 1677.
Aux élections d'octobre 1679, il se présente comme candidat de la cour à Coventry, mais est battu par tous les autres candidats. De 1679 à 1680, il est commissaire d’évaluation du Warwickshire et lieutenant-adjoint du comté à partir de 1680. Homme dévot et scrupuleux (il joue rarement, et donne ses gains aux pauvres), il prend une peine particulière à exercer la défense de Coleshill. Il nomme finalement John Kettlewell, alors connu en tant qu'auteur des Mesures de l'obéissance chrétienne, au vicariat là-bas en décembre 1682.
Le 27 août 1683, il épouse Lady Frances Noel, fille d'Edward Noel (1er comte de Gainsborough), et Elizabeth Wriothesley (elle-même fille de Thomas Wriothesley (4e comte de Southampton)). Ils ont une fille. Lady Digby est morte en couches et est enterrée à Coleshill le 4 octobre.
- Frances Digby (29 septembre 1684 - 3 mai 1729), épouse James Scudamore (3e vicomte Scudamore), et a une fille.

À l'élection de 1685, il est élu député de Warwick, vraisemblablement, à l'instar de son frère aîné, avec le soutien de Lord Brooke. Il est très actif au Parlement et siège à plusieurs comités. Il est un intervenant si acharné et efficace contre une armée permanente qu'il fait partie de l'opposition et est nommé au comité qui a rédigé le discours contre l'emploi des officiers catholiques. Il meurt le 19 janvier 1685 à Coleshill et y est enterré. Kettlewell prêche son sermon funèbre, comme il l'a fait pour Lady Digby. Il est remplacé dans la baronnie par son frère cadet William.